# 사이보그 2
사이보그 2(Cyborg 2)는 1993년 개봉한 미국의 SF 영화이다.
영화는 원작보다 몇 년 뒤인 2074년을 배경으로, 기업 스파이와 암살을 위해 개발된 새로운 사이보그 캐시리스의 이야기를 다룬다. 경쟁 회사를 인수하기 위해 그녀를 자살 폭탄 테러범으로 사용하여 그녀를 파괴할 계획을 밝힌 후 제작자에게 반항한다. 도중에 그녀는 전투 트레이너와 사랑에 빠지고 배신자 사이보그를 만난다. 영화에는 안젤리나 졸리가 주연을 맡았고, 엘리아스 코티스, 잭 팰런스, 빌리 드라고, 카렌 셰퍼드, 앨런 가필드, 르네 그리핀이 조연을 맡았다. 사이보그 2는 1993년 11월 24일 트라이마크 픽처스에서 직접 비디오로 출시되었다. 사이보그 3(Cyborg 3: The Recycler)라는 속편이 1994년에 출시되었다.

## 줄거리
2074년, 사이버네틱스 시장은 두 거대 기업, 미국의 핀휠 로보틱스와 일본의 코바야시 전자가 양분하고 있다. ‘사이보그’라 불리는 안드로이드는 군인부터 매춘부까지 다양한 용도로 활용되는 흔한 존재가 되었다. 핀휠 로보틱스는 기업 스파이 및 암살용으로 설계된 프로토타입 사이보그, 카셀라 "캐시" 리스를 개발한다. 캐시의 몸 안에는 '글래스 섀도우'라는 액체 폭탄이 주입되어 있으며, 핀휠의 CEO 마틴 던은 캐시를 자폭 테러범으로 이용하여 코바야시 이사회를 제거하고 기업을 장악하려는 계획을 세운다.
인간의 감각과 감정을 모방하도록 프로그램된 캐시는 자신의 파괴를 막기 위해 핀휠 시설에서 탈출한다. 그녀를 돕는 것은 전자 기기를 통해 소통할 수 있는 반항적인 프로토타입 사이보그 머시와 그녀의 전투 훈련 교관 콜튼 "콜트" 릭스이다. 핀휠은 그들을 추격하기 위해 킬러 다니엘 벤치를 고용한다.
한편, 현상금 사냥꾼 첸은 릭스를 죽이고 캐시를 재프로그래밍하여 핀휠을 폭파시키려 한다. 첸은 과거 던에게 불만을 품고 있었고, 릭스와 싸우다 감전사한다. 이후 머시는 인간과 안드로이드의 혼합체이며, 핀휠이 인류 진화의 다음 단계로 만들려다 실패한 존재라는 사실이 밝혀진다. 머시는 기억이 지워지기 전에 탈출했었다. 릭스와 벤치는 격투를 벌이고, 벤치는 결국 사망한다. 캐시와 릭스는 아프리카에서 새로운 삶을 시작한다. 머시는 던을 찾아가 자신의 삶을 망친 것에 대해 책임을 묻고, 자신의 몸에 내장된 글래스 섀도우 폭탄을 터뜨려 던과 함께 핀휠 본사를 파괴한다. 시간이 흘러, 릭스는 노환으로 죽고 캐시는 영원히 꿈속에서 머물기로 결심하며 스스로를 종료한다.

## 출연

### 주연
- 엘리어스 코티스
- 안젤리나 졸리
- 잭 팰런스

### 조연
- 빌리 드라고
- 카렌 쉐퍼드
- 앨런 가필드
- 릭 영
- 르니 그리핀

## 기타
- 공동제작: 존 터틀
- 의상: 크리스틴 애낵커